# Miroslav Jilek
Miroslav Jilek (Gornji Daruvar, 7. svibnja 1945. – Zagreb, 27. prosinca 2005.), hrvatski sociolog i kulturni djelatnik češke manjine u Hrvatskoj, lokalni dužnosnik, vrsni erudit, polihistor

## Životopis
Rodio se 1945. godine u Gornjem Daruvaru. Diplomirao je sociologiju i filozofiju u Zagrebu na Filozofskom fakultetu u Zagrebu 1969. godine. Od 1971. pa sve do smrti Jilek radio je na Odsjeku za sociologiju Filozofskog fakulteta na Katedri za metodologiju znanstveno-istraživačkog rada. Godine 1974. magistrirao je na Arhitektonskom fakultetu, na studiju iz područja urbanih i prostornih znanosti.Doktorirao je 1997. godine na Filozofskom fakultet.Cijeli radni vijek dr.sc Miroslava Jileka bio je posvecen testiranju i objelodanjivanju novih znanstvenih dosega u svim podrucjima koja je kao sociolog doticao, kao i otvorenoj i kvalitenoj komunikaciji sa studentima uz koje je proveo 35 godina.

## Znanstveni rad
Miroslav Jilek je napisao 76 znanstvenih radova i znastveno istraživačkih projekata i studija, te drugih stručnih i esejističkih radova na području sociologije, mnogi od kojih nisu objavljeni[nedostaje izvor]
Organizirao je i suorganizirao prve empirijske analize i istraživanja nekih područja društvenoga života, to je najčešće sam formulirao konceptualno metodologijska polazišta i instrumente empirijskih istraživanja, pri istraživanju se koristećim metodama nestrukturiranog sudjelujućeg promatranja, intervjua, anketa, analiza sadržaja, te akcijskog eksperimentiranja i kompleksne metodologije istraživanja.
U znanstveno-istraživačkim projektima Zavoda za sociologiju kao član hrvatske znanstveno-istraživačke grupe M. Jilek je sudjelovao od 1983. do 1988., a sudjelovao je u međunarodnim istraživanjima konferencijama u inozemstvu.

## Građanska aktivnost
SUdjelovao je u radu udruga civilnoga društva: Hrvatsko-češkog društva i Češke besede, Vijeća češke nacionalne manjine Grada Zagreba. Danas Hrvatsko-češko društvo dodjeljuje Nagradu Miroslav Jilek za doprinos hrvatsko-češkim vezama na području društvenih znanosti. Marom Vlatke Banek i njezine obitelji, snimljen je polusatni dokumentarni film o zaslužnim djelatnicima Hrvatsko-češkog društva Božidara Grubišića i Miroslava Jilka.